# Flagge von Saskatchewan
Die Flagge von Saskatchewan ist grün-gold geteilt, mit dem Wappen von Saskatchewan in der Gösch und einer Lilium philadelphicum, die sich im Flugteil über beide Farbfelder erstreckt. Die obere grüne Hälfte repräsentiert die bewaldeten Regionen im Norden der Provinz, die untere goldene Hälfte die Weizenfelder der Prärie im Süden. Die Flagge weist ein Seitenverhältnis von 2:1 auf.
Die Provinz hätte nach ihrer Gründung im Jahr 1905 das Recht gehabt, inoffiziell eine Blue Ensign mit dem Provinzwappen zu verwenden, doch ist nicht bekannt, ob eine solche Flagge jemals hergestellt wurde. 1964 fand ein Wettbewerb statt, um im Hinblick auf die Hundertjahrfeier der Kanadischen Konföderation eine Provinzflagge zu ermitteln. Der siegreiche Entwurf war rot-grün geteilt, mit einer Weizenähre im Liek und dem Provinzwappen im oberen Flugteil. Diese Flagge fand jedoch kaum Zustimmung, weshalb ein neuer Wettbewerb ausgeschrieben wurde. Aus 4025 eingegangenen Entwürfen wählte eine Kommission den Vorschlag von Anthony Drake aus Hodgeville aus. Eingeführt wurde die Flagge am 22. September 1969.